# Pierre Simons (évêque)
Pierre Simons (mort à Ypres le 5 octobre 1605) est un ecclésiastique qui fut  évêque d'Ypres de 1584 à 1605.

## Biographie
Nommé en 1584 il est consacré à Tournai par l'évêque Maximilien Morillon. Il meurt à Ypres en 1605.